# Hillary Tuck
Hillary Tuck, née Hillary Sue Hedges le 1er juillet 1978 à Kerrville, Texas est une actrice américaine jouant dans La fille de l'équipe (en) (1995-1996) et dans Chérie, j'ai rétréci les gosses. Elle fait également des apparitions dans divers séries dont Amy, Bones, Ghost Whisperer, Life, Cold Case, Dr House,  FBI : Portés disparus, US Marshals : Protection de témoins, Grey's Anatomy, Three Rivers, Les Griffin, Shérifs à Los Angeles, Mes plus belles années et NCIS : Enquêtes spéciales.

## Filmographie

### Cinéma
- 1994 : Camp Nowhere : Betty Stoller
- 1995 : Une punition inattendue (en) : Karen Ridgeway
- 2001 : Comment fabriquer un monstre ( How To Make A Monster ). crédité au générique "new intern"
- 2002 : La Maison sur l'océan : ami d'Alyssa
- 2004 : The Wild Card : Jennifer Flanagan
- 2006 : The Visitation (en) : Darlene Henchle
- 2013 : Wrong Cops : femme de Sunshine

### Télévision
- 1994-1996 : L'Incorrigible Cory : Samantha
- 1996 : Roseanne : Kiki
- 1995 : La fille de l'équipe (en) - (les 13 premiers épisodes) : Samantha Morgan
- 1997 : Chérie, j'ai rétréci les gosses - 66 épisodes : Amy Szalinski
- 2003 : Mes plus belles années : Une étudiante
- 2003 : Shérifs à Los Angeles : Carrie Chandler
- 2004 : Center of the Universe : Rebecca
- 2004 : Amy : Jessica Zicklin
- 2004 : FBI : Portés disparus : Becky
- 2005 : Les Griffin :  Voix
- 2005 : Dr House :  Kara Mason
- 2005 : Cold Case : Vicky
- 2005 : The Hunters : Cat Hunter
- 2006 : The Closer : Kendall Price
- 2006 : Bones : Abby
- 2007 : Life : Technicienne informatique
- 2008 : Ghost Whisperer : Julia
- 2009 : Three Rivers : Teri Dawson
- 2009 : Grey's Anatomy : Julie Jacobson
- 2009 : Amour rime avec toujours : Rachel
- 2009 : Life's Chronicles : Denise
- 2010 : US Marshals : Protection de témoins : Gina Lucas
- 2010 : 90210 Beverly Hills : Nouvelle Génération : Erin
- 2011 : NCIS : Enquêtes spéciales : Justine Booth
- 2012 : The Debt Collector : Olive
- 2012 : Mentalist : Kelly
- 2015 : Grimm : Maggie Bowden